# 동키콩 (애니메이션)
동키콩(ドンキーコング, Donkey Kong,  Donkey Kong Country) 캐나다 / 프랑스어 3D 애니메이션 TV 시리즈이다. 비디오 게임 '동키콩 컨트리' 시리즈를 원작으로 하는 비디오 애니메이션이다.
원래는 1996년 프랑스에서 방영되었다. 그런 다음 1997년과 1998년에 각각 캐나다와 미국에서 방영되었다.
한국에서는 대교방송에서 방영. 1999년 9월 13일부터 방영되었다. 일본에서는 1999년, 10월 1일부터 TV 도쿄에서 방영되었고 2000년 6월 30일까지 40개 에피소드가 방영되었다.

## 등장 인물

### 콩 크루
- 동키콩(Donkey Kong) 성우: 야마데라 코이치/박지훈
- 디디콩(Diddy Kong) 성우: 하야시바라 메구미/김일
- 크랭키콩(Cranky Kong) 성우: 나카오 류세이/이인성
- 캔디콩(Candy Kong) 성우: 카나이 미카/양정화
- 펑키콩(Funky Kong) 성우: 바나나 아이스/전광주
- 딕시콩(Dixie Kong) 성우: 벡키/윤미나
- 블래스터콩 (Bluster Kong) 성우: 나카무라 다이키/변현우

### 크렘린 크루
- 킹 크루루(King K. Rool) 성우: 코스기 쥬로타/김환진
- 클럼프 장군(General Klump) 성우: 소노베 케이이치/이상헌
- 크루샤(Krusha) 성우: 아소 토모히사/홍승표